# Marcillac-la-Croisille
 Marcillac-la-Croisille  là một xã thuộc tỉnh Corrèze trong vùng Nouvelle-Aquitaine miền trung Pháp.